# Tratado Vivanco-Pareja
O Tratado Vivanco-Pareja (oficialmente um Tratado Preliminar de Paz e Amizade entre Peru e Espanha) foi assinado a bordo da fragata espanhola Villa de Madrid, em frente ao porto peruano de Callao, em 27 de janeiro de 1865, pelos representantes do Peru e da Espanha, Manuel Ignacio de Vivanco e José Manuel Pareja respectivamente. O objetivo do acordo era resolver conjuntamente as diferenças que existiam até então entre os dois países e que se agravaram extremamente após o incidente de Talambo e a ocupação espanhola das Ilhas Chincha, principal fonte das arrecadações fiscais peruanas provenientes da exportação de guano
O presidente peruano, Juan Antonio Pezet, encarregou Vivanco de negociar o fim da ocupação, visto que a Marinha de Guerra do Peru não seria capaz de expulsar os invasores.
As negociações foram realizadas secretamente na fragata espanhola Vencedora a partir de 24 de dezembro de 1864. Posteriormente, devido à recusa do Congresso do Peru em ratificar o tratado, Pezet o fez por decreto. 
Dentre as condições do tratado para o Peru estava o pagamento de uma indenização de 3 milhões de pesos ao Estado espanhol e uma resolução para a dívida da independência com os espanhóis. 
Como consequência, em 7 de novembro de 1865, por causa de sua relutância em declarar guerra contra a Espanha e seu descrédito por ter assinado o tratado, o presidente peruano Juan Antonio Pezet foi forçado a deixar o cargo como consequência da guerra civil peruana de 1865 e substituído por seu vice-presidente, General Pedro Diez Canseco.
Após a desocupação das ilhas peruanas, a frota espanhola bloqueou o porto chileno de Valparaíso, dando início à guerra hispano–sul-americana.